# Nico Kurz
Nico Kurz (Hanau, 1997. január 31. –) német dartsjátékos. 2016-tól a Professional Darts Corporation tagja.

## Pályafutása

### PDC
Kurz 2016-tól a PDC tagja, ahol ebben az évben vett részt az első PDC által szervezett versenyén, ami az egyik Devolopment Tour állomás volt. Először vett rész a német szuperliga (German Super League) sorozatban, ahol nem sikerült a végső körbe bekerülnie.
2017-ben Kurz ismét részt vett a German Super League küzdelmeiben, ahol ezúttal a negyeddöntőig jutott. 
2018-ban elindult a Q-School-ban, de nem sikerült megszereznie a Tour Card-ot. A German Darts Masters tornán is részt vett, ahol az első körben Jamie Lewis ellen esett ki. A 2018-as German Super League sorozatban ismét a negyeddöntőig tudott eljutni.
2019-ben kvalifikálta magát a European Darts Open tornára, ahol az első körben Kim Huybrechts ellen kapott ki. A German Darts Masters-en újra részt vehetett, amelynek első körében a skót Gary Andersont győzte le 6–4-re, majd a negyeddöntőben Peter Wright ellen esett ki 8–6-os vereséggel. A 2019-es German Super League-t megnyerte, így sikerült kijutnia a 2020-as PDC-dartsvilágbajnokságra.
A 2020-as vb első körében James Wilsont verte 3–1-re, majd a második körben a 15. kiemelt Joe Cullent búcsúztatta 3–1-es győzelemmel. A harmadik körben az előző évi negyeddöntős és az ezévi U23-as világbajnok Luke Humphries-zal játszott a továbbjutásért, akitől végül 4–2-es vereséget szenvedett.

## Világbajnoki szereplései

### PDC
- 2020: Harmadik kör (vereség  Luke Humphries ellen 2–4)
- 2021: Második kör (vereség  Gabriel Clemens ellen 1–3)

## Tornagyőzelmei
| PDC Development Tour - European Development Tour: 2021 | - German Super League: 2020 |